# Suillia quinquepunctata
Suillia quinquepunctata är en tvåvingeart som först beskrevs av Thomas Say 1823.  Suillia quinquepunctata ingår i släktet Suillia och familjen myllflugor. Inga underarter finns listade i Catalogue of Life.